# 北京联合出版公司
北京联合出版公司是中華人民共和國的一家出版社，成立于1993年7月，是中國共產黨北京市委員會宣传部主管、北京市國有文化資產管理中心主办的综合性出版社，出版社代码5596。